# Vrestovia querci
Vrestovia querci är en stekelart som beskrevs av Yang 1996. Vrestovia querci ingår i släktet Vrestovia och familjen puppglanssteklar. Inga underarter finns listade i Catalogue of Life.